# Andreas Mailath-Pokorny

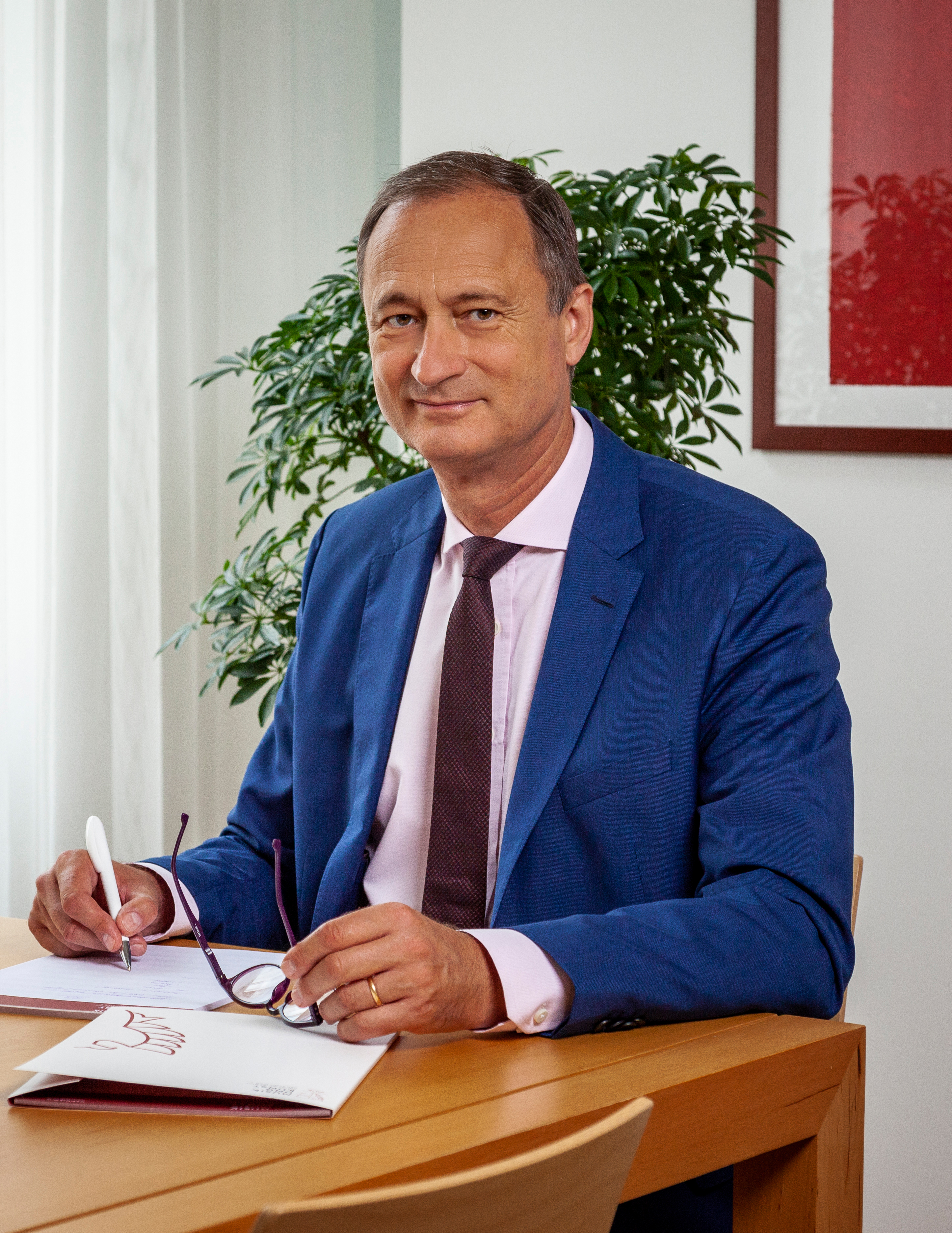
Andreas Mailath-Pokorny 2018 als Rektor der MUK

Andreas Mailath-Pokorny (* 15. November 1959 in Wien) ist Rektor, Präsident des BSA und ehemaliger Stadtrat in Wien.
Seit 1. September 2018 ist er Rektor der Musik und Kunst Privatuniversität der Stadt Wien (MUK). Von 2001 bis zum 24. Mai 2018 war er amtsführender Stadtrat für Kultur, Wissenschaft und Sport in Wien.

## Ausbildung
Nach der Matura am Akademischen Gymnasium Wien studierte er Rechts- und Politikwissenschaft an der Universität Wien, wo er 1983 promoviert wurde. Es folgte ein Post-Graduate-Studium am Bologna-Center der Johns Hopkins University School of Advanced International Studies in Italien, das er 1985 mit einem Diplom im Fach Internationale Beziehungen abschloss.

## Beruflicher Werdegang
1986 trat er über das Bundesministerium für auswärtige Angelegenheiten in den Diplomatischen Dienst ein, war im Völkerrechtsbüro tätig und Mitglied der KSZE-Delegation. Von 1988 bis 1996 war er Mitarbeiter im Kabinett von Bundeskanzler Franz Vranitzky, zuletzt in der Funktion des Büroleiters. Von 1996 bis 2001 leitete er die Sektion für Kunstangelegenheiten im Bundeskanzleramt.
Ab 2001 war er Mitglied der Wiener Landesregierung und dort zunächst für Kultur und Wissenschaft, ab 2015 zusätzlich für Sport, Medien, IKT und die Wahlbehörde zuständig. Er ist seit 1986 Mitglied der SPÖ, war von 2001 bis 2018 stellvertretender Vorsitzender der SPÖ Landstraße und ist seit 2010 Präsident des BSA und Mitglied des erweiterten Bundesparteivorstandes der SPÖ.
Zu den großen Projekten seiner Amtszeit gehören die Neugestaltung des Wien-Museums, die Neuorganisation der Wiener Musiktheater-Landschaft (u. a. durch die Neugründung des Theaters an der Wien als erstes städtisches Opernhaus), die Wiener Theater-Reform (mit der Etablierung zahlreicher neuer Bühnen, u. a. Rabenhof, Nestroy-Hof, Werk X, Dschungel Wien, TAG, brut), sowie die Gründung neuer Festivals (Popfest, O-Töne). Stadt- und Landesarchiv im Gasometer und Wien-Bibliothek, aber auch Römer-Museum und das Depot des Wien Museums wurden als „Gedächtnis der Stadt“ neu gestaltet. Mit Kunsthalle, Kunsthaus und Musa wurden neue Wiener Ausstellungsräume etabliert, der Kunstplatz Karlsplatz und Kunst im öffentlichen Raum (KöR) waren neue Initiativen. Die Vienna Film Commission wurde gegründet und die Kommunalisierung zahlreicher Wiener Kinos (Gartenbau, Metro) rettete diese vor dem Zusperren. Gratis-Eintritt für Jugendliche in Museen, Wiener Kulturpass, Cash for Culture, Go for Culture, Kulturlotsen und Shift waren neue partizipative Kulturinitiativen. Einer „bewussten Erinnerungskultur“ dienten die Einführung eines „Festes der Freude“ am 8. Mai, eines Wissenschaftsballes, die Restitution von über 30.000 Kunstobjekten, zahlreiche Denk- und Mahnmale (Deserteursdenkmal, Spiegelgrund, Aspang-Bahnhof, Februar-Denkmal), Zusatztafeln bei Straßenschildern, die Umbenennung des Lueger-Rings und die  Sanierung jüdischer Friedhöfe, sowie die Einführung des Wien Geschichte Wiki.

## BSA – Bund sozialdemokratischer AkademikerInnen, Intellektueller und KünstlerInnen
Seit Ende 2010 ist Andreas Mailath-Pokorny auch Präsident des Bundes Sozialdemokratischer Akademikerinnen und Akademiker, Intellektueller, Künstlerinnen und Künstler (BSA).
Diese Vorfeld-Organisation der SPÖ mit knapp 9000 Mitgliedern wird als Diskussionsplattform, programmatischer Think Tank und berufliches Netzwerk (zahlreiche Mentoring-Programme) auch mit einer außenpolitischen Akademie geführt.

## Rektor der Musik und Kunst Privatuniversität der Stadt Wien
Im April 2018 kündigte Mailath-Pokorny an, dass er dem Stadtsenat unter dem designierten Bürgermeister Michael Ludwig ab 24. Mai 2018 nicht mehr angehören werde. Er plane eine berufliche Neuorientierung. Als Kulturstadträtin folgte ihm Veronica Kaup-Hasler nach.
Im Juni 2018 wurde bekannt, dass er mit September 2018 Franz Patay als Rektor der Musik und Kunst Privatuniversität der Stadt Wien (MUK) nachfolgt. Es wurde seitens der NEOS kritisiert, dass diese Funktion von Patay, der bereits im Herbst 2016 die Leitung der Vereinigten Bühnen übernommen hatte, seither für eine politisch genehme Person „warmgehalten“ wurde. In einem ersten Besetzungsversuch im Jänner 2017 wurde Stadtschulratspräsidentin Susanne Brandsteidl kolportiert als Erstgereihte genannt und angeblich wegen SPÖ-interner Querelen gestoppt. Als Rektor der MUK hat sich Mailath-Pokorny zum Ziel gesetzt, die Universität nach ihrer Umbenennung vom Konservatorium in ihrer Außenwahrnehmung zu stärken und durch Kooperationen weiter zu vernetzen.
Als Rektor hat Mailath-Pokorny die MUK geöffnet (u. a. durch die Etablierung des Sozialprojekts Vollpension als neue Mensa), neue Studiengänge und Schwerpunkte etabliert (Instrumental- und Gesangspädagogik, Wiener Musik), ist neue Kooperationen eingegangen (Inter-universitäres Forschungsprojekt Elfriede Jelinek, Zusammenarbeiten mit Hochschulen in China, Russland) und hat Qualitätsmanagement, Forschung und Lehre neu aufgestellt (Ernennung von Rosemarie Brucher als neue Pro-Rektorin für Wissenschaft und Forschung).
2022 wurde er für eine weitere Amtszeit bis September 2026 bestätigt.

## Auszeichnungen
- 2016: Marietta und Friedrich Torberg-Medaille[13]
- 2022: Großes Goldenes Ehrenzeichen für Verdienste um die Republik Österreich[14]
- 2023: Großes Goldenes Ehrenzeichen für Verdienste um das Land Wien[15]

## Privates
Andreas Mailath-Pokorny ist geschieden und Vater von drei Kindern.